# Parc de Cygnaeus
Le Parc de Cygnaeus (en finnois : Cygnaeuksenpuisto) est un parc de Jyväskylä en Finlande.

## Présentation
On peut y voir la statue de Uno Cygnaeus sculptée par Ville Vallgren.
Le parc est créé à la fin du 19e siècle à l'emplacement d'une église démolie en 1888.
On peut voir un mémorial en souvenir de l'église .

## Galerie

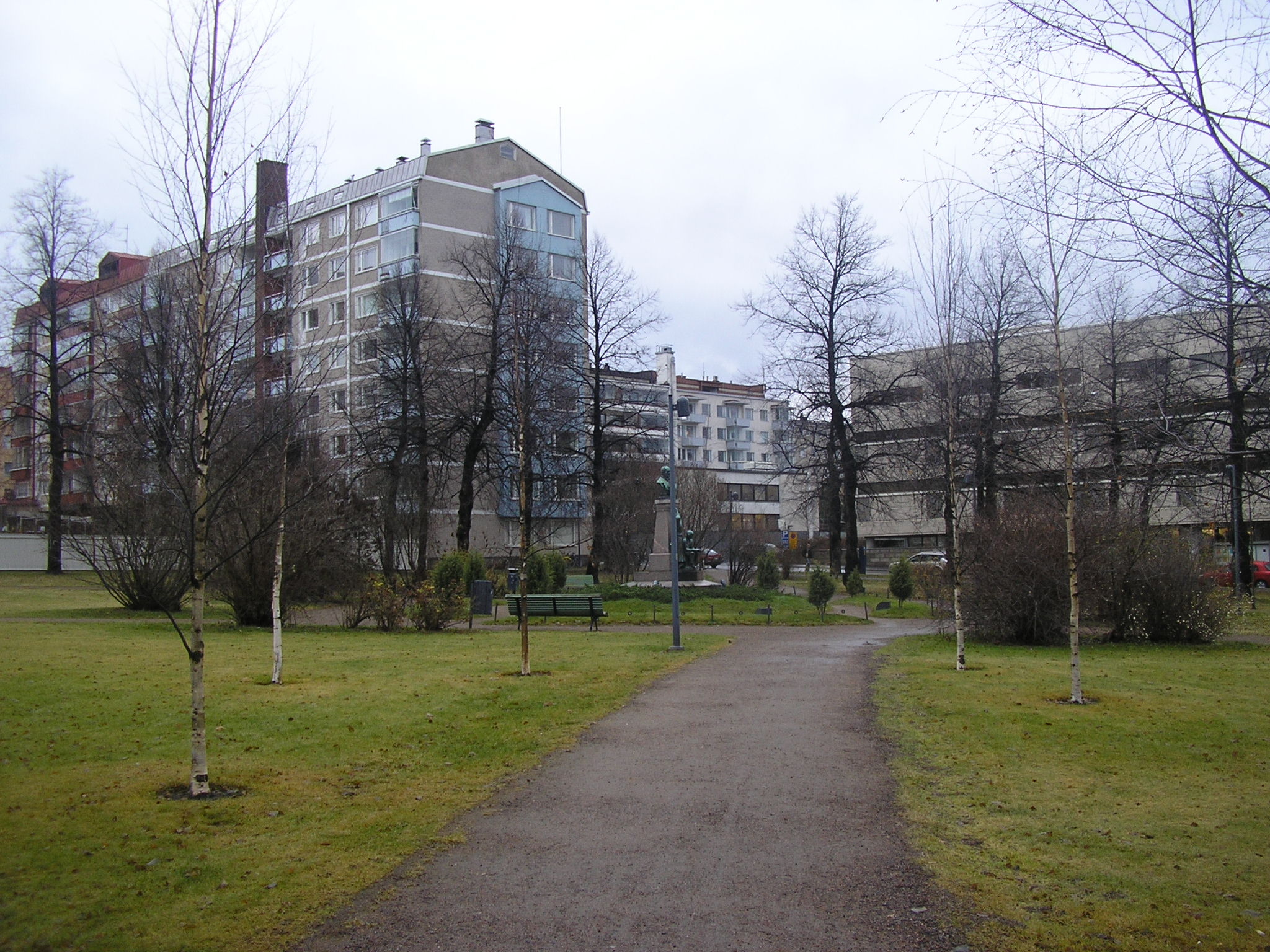